# قائمة اغتيالات الحشاشين

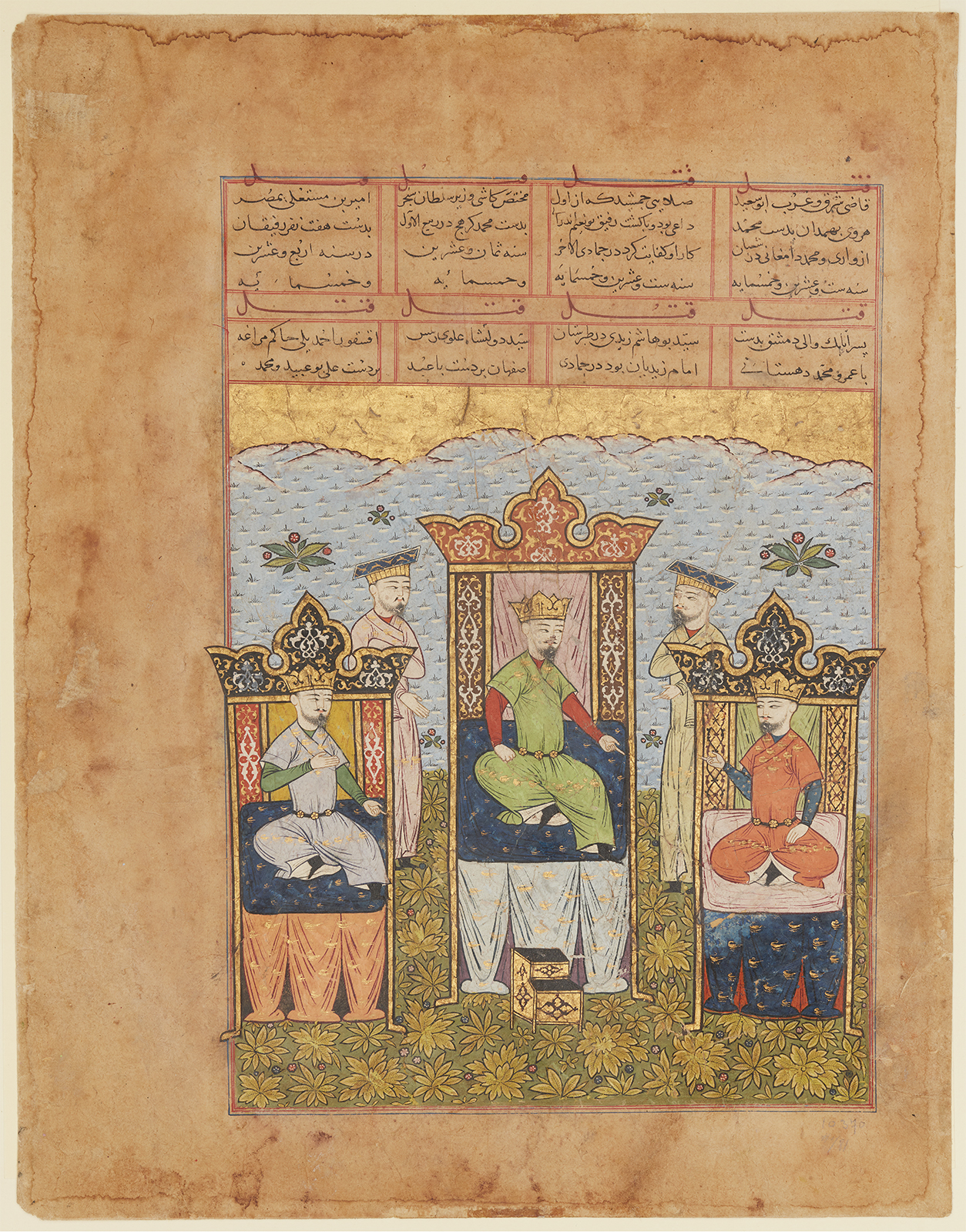
نعي يسرد أسماء ثمانية من ضحايا الحشاشين النزاريين الإسماعيليين. ورقة من مخطوطة جُمِّعَت في بلاط شاه رخ بن تيمورلنك (حكم 1405–1447)، إيران، هراة (أفغانستان حاليًا)، أوائل القرن الخامس عشر.

قائمة الاغتيالات ومحاولات الاغتيال المنسوبة إلى الحشاشين (نزاريو آلموت) الناشطين في غرب آسيا وآسيا الوسطى ومصر، من القرن الحادي عشر حتى الثالث عشر.

## خلفية
الحشاشون هم مجموعة من المسلمين الشيعة الإسماعيليين النزاريين الذين من خلال الاستيلاء على أو بناء حصون منيعة، أنشأوا "دولة" خاصة بهم داخل الأراضي المعادية للإمبراطورية السلجوقية، والتي هي حكومة إسلامية سنية، أولاً في بلاد فارس ثم لاحقًا في العراق والشام. نظرًا لافتقارهم إلى جيش تقليدي، من أجل البقاء، بدأوا في استخدام تكتيكات غير تقليدية مثل اغتيال شخصيات العدو البارزة والحرب النفسية.

## الاغتيال
إن الأيديولوجيا الدقيقة التي حفزت الحشاشين غير واضحة. معظم الاغتيالات التي نَفَّذهَا النزاريون حدثت خلال العقود الأولى من نضالهم، مما ساعدهم على خلق قوة سياسية محلية. كان اغتيالهم الأول والأكثر جرأة هو اغتيال نظام الملك، الوزير والحاكم الفعلي للدولة السلجوقية.

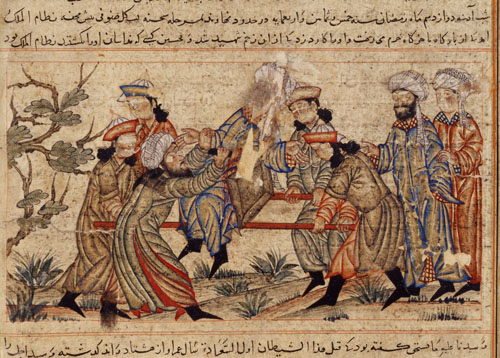
اغتيال الوزير السلجوقي نظام الملك

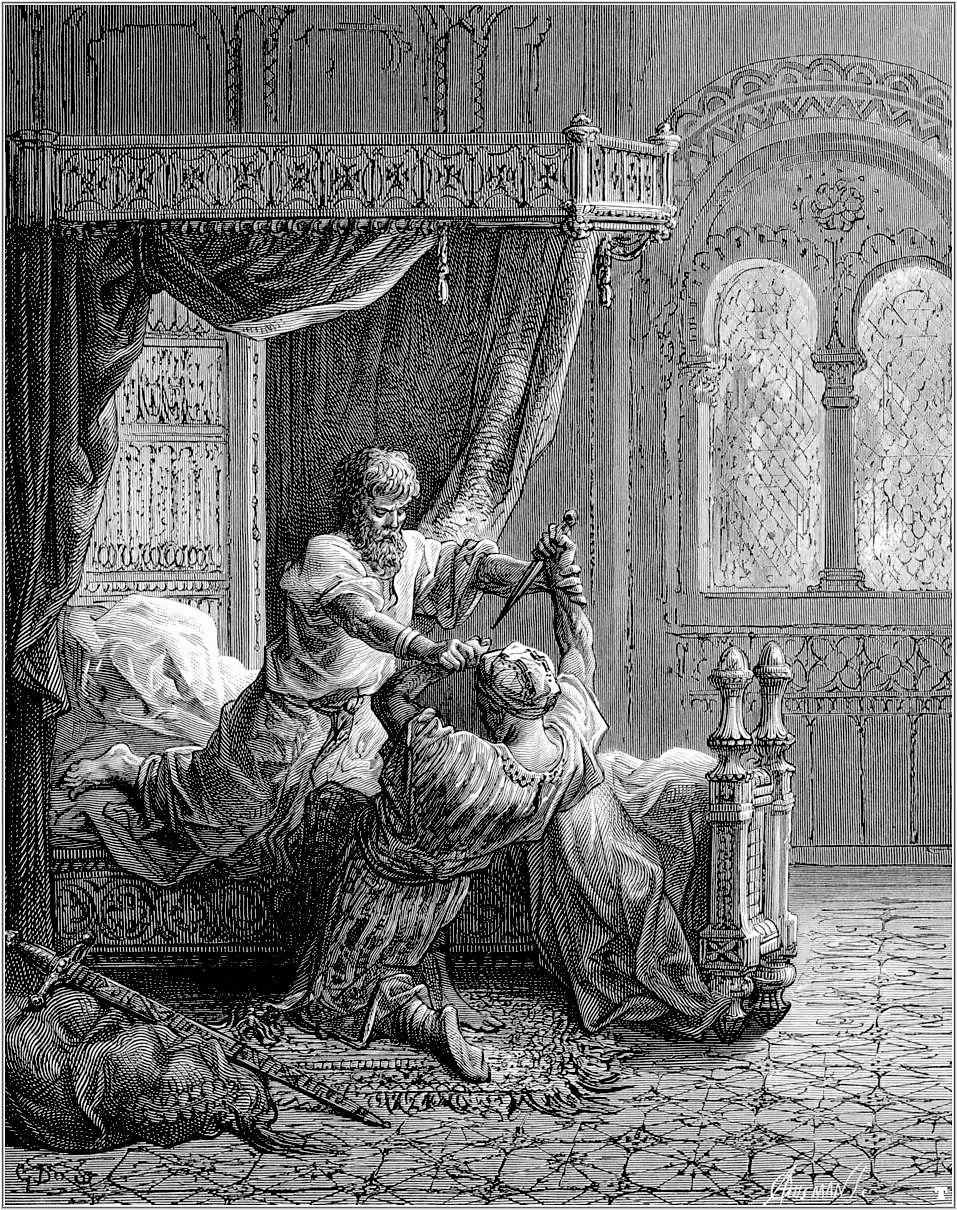
إدوارد الأول ملك إنجلترا يُحبط محاولة اغتيال. ساهمت محاولة الاغتيال هذه في إنهاء الحملة الصليبية التاسعة.

وكان أولئك الذين اُغْتِيلُوا عادة من أعداء الطائفة الإسماعيلية النزارية، ولكن في بعض الأحيان كانوا أيضاً أشخاصاً ذوي أهمية سياسية قُتلوا مقابل المال الذي دفعه بعض الحكام المحليين. وقد أثار هذا التكتيك الاستياء ضدهم، وهناك ارتباط بين الاغتيالات والمجازر اللاحقة للنزاريين. تراجع هذا التكتيك تدريجيًا ومن المحتمل أن تكون الاغتيالات المنسوبة لاحقًا ذات مصدر محلي. ويجب الأخذ في الاعتبار أن المصادر العربية في العصور الوسطى تميل عمومًا إلى نسب معظم الاغتيالات في هذه الفترة إلى الإسماعيليين.
تمكن الحشاشون من الوصول إلى الضحايا من خلال خيانة الثقة ونفذوا الهجوم بطريقة طقوسية. كان بعض الحشاشين عبارة عن خلايا نائمة، لا سيما عن طريق مصادقة الضحية أو عملهم عنده، وفي بعض الأحيان يبقون غير معروفين لسنوات.
كُتِبَت أسماء القتلة وضحاياهم في قائمة الشرف المحفوظة في قلعة ألموت، والتي سجلها مؤلفون مسلمون لاحقون.

## القائمة
| الضحية                                       | الوصف                                                             | النتيجة                    | التاريخ                                   | الموقع                                                                  | القاتل                                                                                 | الطريقة                                 | ملاحظات |
| -------------------------------------------- | ----------------------------------------------------------------- | -------------------------- | ----------------------------------------- | ----------------------------------------------------------------------- | -------------------------------------------------------------------------------------- | --------------------------------------- | --- |
| نظام الملك                                   | وزير سلجوقي وحاكم فعلي                                            | قُتل                        | 14 أكتوبر 1092                            | صحنة، الدولة السلجوقية                                                  | أبو طاهر الأراني؛ هرب                                                                  | سكين                                    | أول وأبرز اغتيال لهم. |
| أحمد بن محمد اللباد                          | والي اصفهان                                                       | قُتل                        | 1093                                      | أصفهان، الدولة السلجوقية                                                | غير معروف                                                                              | غير معروف                               | [ 2 ] |
| عبد الرحمن القزويني                          | عالم                                                              | قُتل                        | 490 هـ                                    | غير معروف                                                               | رفيق خراساني                                                                           | غير معروف                               | [ 9 ] |
| أبو مسلم                                     | رئيس الري                                                         | قُتل                        | 1095                                      | غير معروف                                                               | صديق                                                                                   | غير معروف                               | [ 2 ] |
| أنر الملكشاهي                                | سباهدار                                                           | قُتل                        | يناير-فبراير 1096                         | غير معروف                                                               | حسين الخوارزمي                                                                         | غير معروف                               | [ 9 ] |
| عبد الرحمن السميرمي                          | وزير السلطان بركياروق                                             | قُتل                        | 1097                                      | غير معروف                                                               | أبو طاهر الأراني؛ هرب                                                                  | غير معروف                               | [ 2 ] |
| أرغوش النظامي                                | سباهدار، مملوك لنظام الملك وله علاقة وثيقة ببركياروق              | قُتل                        | 1095 أو 1097                              | الري، الدولة السلجوقية                                                  | عبد الرحمن الخراساني؛ قُتل على الفور                                                    | غير معروف                               | [ 2 ] |
| برسق الأكبر                                  | أسفهسلار تحت قيادة بركياروق، أتابك سنجر المُعيَّن حديثًا، شحنة خراسان | قُتل                        | سبتمبر 1097                               | بالقرب من سرخس، الدولة السلجوقية                                        | رفيق قهستاني                                                                           | غير معروف                               | قُتل الوزير السلجوقي الشيعي مجد الملك البلساني لاتهامه بالتورط.                                                                                 |
| غير مسمى                                     | قاضي                                                              | قُتل                        | 1098                                      | غير معروف                                                               | أخوه                                                                                   | غير معروف                               | [ 2 ] |
| أنر وسياه                                    | أمراء                                                             | قُتلا                       | 1099                                      | بالقرب من ساوة، الدولة السلجوقية                                        | فريق من ثلاثة؛ قُتل اثنان ونجا واحد [حسين أو حسن الخوارزمي]                             | سكين                                    | [ 2 ] |
| كجمش                                         | نائب أرغوش النظامي                                                | قُتل                        |                                           |                                                                         | إبراهيم الدماوندي                                                                      |                                         | قُتل مع صهره. |
| سرزن الملكشاهي                               | أسفهسلار                                                          | قُتل                        |                                           |                                                                         | إبراهيم الخراساني                                                                      |                                         | [ 9 ] |
| أبو الفتح دردانه الدهستاني                   | وزير السلطان بركياروق                                             | قُتل                        |                                           |                                                                         | غلام روسي                                                                              |                                         | [ 9 ] |
| إسكندر الصوفي القزويني                       | مفتي                                                              | قُتل                        |                                           |                                                                         | رفيق قهستاني                                                                           |                                         | [ 9 ] |
| سنقرجه                                       | والي دهستان، أمل                                                  | قُتل                        |                                           |                                                                         | محمد الدهستاني                                                                         |                                         | [ 9 ] |
| بلاكبك سرموز أو بيكلابك سرمز                 | أمير                                                              | قُتل                        | 1099                                      | مدخل منزل السلطان محمود الثاني في أصفهان، الدولة السلجوقية              | فريق من اثنين؛ مقتل واحد وفرار واحد                                                    | غير معروف                               | [ 2 ] [ 9 ] |
| أبو المظفر الخجندي                           | مفتي الري                                                         | قُتل                        | 1102 / 1103                               | الري، الدولة السلجوقية؛ أثناء نزوله من المنبر                           | أبو الفتح السجزي؛ قُتل على الفور                                                        | غير معروف                               | [ 2 ] [ 9 ] |
| أبو عميد                                     | مستوفي الري                                                       | قُتل                        |                                           |                                                                         | رستم الدماوندي                                                                         |                                         | [ 9 ] |
| أبو جعفر المشاطي الرازي                      | مفتي الري                                                         | قُتل                        |                                           |                                                                         | محمد الدماوندي                                                                         |                                         | [ 9 ] |
| أبو القاسم المفتي الكرجي القزويني            | مفتي                                                              | قُتل                        |                                           |                                                                         | حسن الدماوندي                                                                          |                                         | [ 9 ] |
| أبو الحسن                                    | رئيس بيهق                                                         | قُتل                        |                                           |                                                                         | فدائي دماوندي                                                                          |                                         | كان يسير ضد ميمون دز. |
| أبو الفرج قراتكين                            | 17 رمضان 472 هـ                                                   | قُتل                        | الري، الدولة السلجوقية                    |                                                                         |                                                                                        |                                         | [ 9 ] |
| عبد الجليل الدهستاني                         | وزير السلطان بركياروق                                             | توفي متأثرًا بجراحه         | 1102 / 1103                               | بوابة أصفهان، الدولة السلجوقية                                          | شاب                                                                                    | غير معروف                               | [ 2 ] |
| جناح الدولة حسين بن ملاعب                    | أمير حمص                                                          | قُتل                        | مايو 1103                                 | الجامع النوري، إمارة حمص (سوريا)                                        | فريق من ثلاثة                                                                          |                                         | الظاهر أنه بأمر من الحكيم المنجم. |
| أبو جعفر المشاط                              | زعيم شافعي في الري                                                | قُتل                        | 1104                                      | مسجد الري، الدولة السلجوقية                                             | غير معروف                                                                              | غير معروف                               | [ 2 ] |
| أبو العلاء سعيد بن أبي محمد النيسابوري       | قاضي أصفهان                                                       | قُتل                        | 1105 / 1106                               | مسجد أصفهان، الدولة السلجوقية                                           | غير معروف                                                                              | غير معروف                               | [ 2 ] |
| سيف الدولة خلف بن ملاعب                      | أمير أفاميا الفاطمي                                               | قُتل                        | 3 فبراير 1106                             | داخل قلعة المضيق (أفاميا)، إمارة أفاميا، الدولة الفاطمية                | فريق؛ هرب                                                                              | خنجر ضُرب في البطن؛ حربة حسب أحد المصادر | خطط له أبو طاهر الصائغ ورضوان بن تتش وأبو الفتح السرميني.                                                                                      |
| غير مسمى                                     | ملازم للسلطان السلجوقي محمد بن ملكشاه                             | جُرح                        | 1107                                      | قلعة شاهدج، الدولة السلجوقية                                            | فدائي                                                                                  |                                         | بعد مفاوضات فاشلة خلال حصار شاهدج. وكان الضحية بشكل خاص قائداً مناهضاً للنزاريين في معسكر السلاجقة.                                              |
| فخر الملك                                    | وزير السلطان بركياروق وسنجر                                       | قُتل                        | 1106 / 1107                               | نيسابور، الدولة السلجوقية                                               | دينمين الدامغاني، مقدم الالتماس؛ اُعتقل، حوكم، أُعدم                                     | سكين                                    | [ 2 ] [ 9 ] |
| أبو أحمد كيسان القزويني                      |                                                                   | قُتل                        |                                           |                                                                         | رفيق قهستاني برفقة عشر رفاق آخرين                                                      |                                         | [ 9 ] |
| عبد الله الأصفهاني                           | قاضي                                                              | قُتل                        | صفر 493 هـ                                |                                                                         | أبو العباس نقيب المشهدي                                                                |                                         | [ 9 ] |
| أبو العلاء                                   | عالم ومفتي أصفهان                                                 | قُتل                        | 495 هـ                                    | مسجد جامع أصفهان، أصفهان، الدولة السلجوقية                              | رفيق                                                                                   |                                         | [ 9 ] |
| سلطان العلماء أبو القاسم الأسفزاري           | رئيس بيهق                                                         | قُتل                        | شوال 495 هـ                               |                                                                         | محمد البياري                                                                           |                                         | [ 9 ] |
| محمشاد                                       | زعيم الكرامية                                                     | قُتل                        | 496 هـ                                    | مسجد نيسابور الكبير، الدولة السلجوقية                                   | عبد الملك الرازي                                                                       |                                         | [ 9 ] |
| سباك الجرجاني                                | عالم                                                              | قُتل                        | 496 هـ                                    |                                                                         | حسن سراج                                                                               |                                         | لإهانة الإمام علي بن أبي طالب. |
| أبو العلاء                                   | عالم في خدمة السلطان محمد بن ملكشاه                               | قُتل                        |                                           |                                                                         | محمد صياد                                                                              |                                         | لإهانة الإمام علي بن أبي طالب. |
| عبيد الله بن علي الخطيبي                     | قاضي أصفهان، زعيم الرجعية المناهضة للإسماعيلية هناك               | قُتل                        | 1108 / 1109، خلال صلاة الجمعة             | مسجد همدان                                                              | قاتل واحد، دخل بينه وبين حارسه الشخصي                                                  | سكين                                    | [ 2 ] [ 12 ] [ 13 ] |
| أبو المحاسن عبد الواحد الرويني               | زعيم شافعي                                                        | قُتل                        | 1108 / 1109                               | مسجد أمل                                                                | غير معروف                                                                              | سكين                                    | تنسبه بعض المصادر فقط إلى النزاريين. |
| سعيد بن محمد بن عبد الرحمن                   | قاضي نيسابور                                                      | قُتل                        | 1108 / 1109، في عيد الفطر                 |                                                                         | قُتل                                                                                    | غير معروف                               | [ 2 ] |
| أحمد بن نظام الملك                           | وزير السلطان بركياروق                                             | جُرح                        | 1109 / 1110                               | بغداد                                                                   | حسين القهستاني؛ قُبض على القاتل واعترف، وقُتل رفاقه                                      | سكاكين                                  | لحملته على آلموت. |
| أبو حرب عيسى بن زيد                          | تاجر فارسي ثري                                                    | فشلت المهمة                | 1111                                      | حلب، إمارة حلب                                                          |                                                                                        |                                         | [ 6 ] |
| شرف الدين مودود                              | أتابك الموصل، أسفهسلار، والي ديار بكر والشام                      | قُتل                        | 1111 / 1112 أو 1113 (جمادى الثاني 492 هـ) | دمشق، إمارة دمشق                                                        | فدائي                                                                                  | غير معروف                               | ربما كان كل من الحكام السُنة طغتكين ورضوان متورطين.                                                                                             |
| أحمديل بن إبراهيم الكردي                     | أمير مراغة                                                        | قُتل                        | 1114 أو 1116 (محرم 510 هـ)                | في جمع كبير بحضور السلطان محمد بن ملكشاه                                | فريق من ثلاثة. مقتل اثنين ومصير الثالث مجهول (أو عبد الملك الرازي أو أربع رفاق حلبيين) | سكاكين                                  | [ 2 ] [ 9 ] |
| منتهي العلوي                                 | مفتي جرجان                                                        | قُتل                        | 494 هـ                                    |                                                                         | حسن الدارأنباري                                                                        |                                         | [ 9 ] |
| أحمد سنجر                                    | سلطان سلجوقي                                                      | هُدد                        |                                           |                                                                         |                                                                                        | سكين                                    | [ 15 ] |
| جرشاسف الجربادقاني                           | والي كرمان                                                        | قُتل                        | نوفمبر–ديسمبر 1121                        |                                                                         | فدائي                                                                                  |                                         | [ 9 ] |
| أبو القاسم الجمالي                           | وزير فاطمي                                                        | قُتل                        | 13 ديسمبر 1121                            | القاهرة، الدولة الفاطمية                                                | فريق من ثلاث رفاق حلبيين؛ مصيرهم مجهول                                                 | سكاكين                                  | [ 2 ] [ 9 ] |
| الآمر بأحكام الله والمأمون البطائحي          | خليفة فاطمي ووزيره                                                | تم اكتشاف المؤامرة         |                                           | القاهرة، الدولة الفاطمية                                                |                                                                                        |                                         | تم الإخراج من آلموت. اُغتيل الآمر لاحقًا (انظر أدناه).                                                                                           |
| كمال الملك أبو طالب السميرمي                 | وزير السلطان محمود الثاني                                         | قُتل                        | 1122                                      | موكب في بغداد، الدولة السلجوقية                                         | فريق من أربعة؛ هرب أحدهم وقُتل الآخرون                                                  | سكاكين                                  | لنهب مرقد علي بن أبي طالب. |
| أنر                                          | أمير خراسان                                                       | قُتل                        | ديسمبر 1121– يناير 1122                   | مرو، الدولة السلجوقية                                                   | أبو الحيان أو إسفنديار الدماوندي                                                       |                                         | [ 9 ] |
| طغرل المحلي                                  | والي دامغان                                                       | قُتل                        |                                           |                                                                         | إسفنديار الدماوندي                                                                     |                                         | [ 9 ] |
| أبو نصر محمد بن نصر بن منصور الهروي          | قاضي همدان الحنفي                                                 | قُتل                        | 1125                                      | مسجد همدان، الدولة السلجوقية                                            | محمد الرازي وعمر الدامغاني                                                             | غير معروف                               | [ 2 ] [ 9 ] |
| أبو الحسن بن الخشاب                          | رئيس وقاضي حلب                                                    | قُتل                        | 1125، في الليل                            | بالقرب من منزله في حي الزجاجين، حلب، أثناء خروجه من الجامع الكبير       | غير معروف                                                                              | طُعن                                     | بعد مجزرة بالنزاريين. |
| آق سنقر البرسقي                              | أتابك حلب                                                         | قُتل                        | 1127 (أو 26 نوفمبر 1126)                  | جامع الموصل الكبير، الدولة السلجوقية                                    | فريق من عشرة؛ مصيرهم مجهول، جُرح ثلاثة منهم                                             | سكاكين                                  | [ 2 ] [ 18 ] |
| معين الملك أبو نصر بن فضل                    | وزير السلطان أحمد سنجر                                            | قُتل                        | 20 مارس 1127                              | الدولة السلجوقية                                                        | خانه أحد فرسانه؛ مصيره مجهول                                                           | غير معروف                               | [ 2 ] |
| معین الدین مختص الملوك أبو نصر أحمد الکاشاني | وزير السلطان أحمد سنجر                                            | قُتل                        | 20 مارس 1127 أو 16 أو ربيع الأول 525 هـ   | مرو، الدولة السلجوقية، في الطريق من قصر السلطان إلى المسجد              | على يد فدائيَين وثق فيهما (أحدهما اسمه محمد كوهج)                                       | سكاكين                                  | [ 2 ] [ 13 ] [ 9 ] |
| عبد اللطيف الخجندي                           | زعيم شافعي في أصفهان                                              | قُتل                        | 1129                                      | أصفهان، الدولة السلجوقية                                                | فدائي                                                                                  | غير معروف                               | قُتل بالغدر. |
| الآمر بأحكام الله                            | خليفة فاطمي في القاهرة                                            | قُتل                        | 7 أكتوبر 1130                             | القاهرة، الدولة الفاطمية                                                | فريق من سبع رفاق                                                                       |                                         | |
| أبو هاشم العلوي                              | إمام زيدي في طبرستان                                              | قُتل                        | جمادى الثاني 526 هـ                       |                                                                         |                                                                                        |                                         | تم خطفه وإعدامه. |
| هادي كيا بن أبي هاشم                         | إمام وداعي في جيلان                                               | قُتل                        |                                           |                                                                         | إبراهيم ومحمد كوهي                                                                     |                                         | [ 9 ] |
| تاج الملوك بوري                              | أتابك دمشق                                                        | توفي متأثرًا بجراحه بعد سنة | 7 مايو 1131 (مات في 9 يونيو 1132)         | دمشق، إمارة دمشق                                                        | اثنان من حراسه كانوا فدائيَين سرًا على الأرجح من آلموت؛ قُتل كلاهما                       | سكاكين؛ جُرح في منطقتين                  | [ 2 ] [ 19 ] |
| دولتشاه العلوي                               | نقيب أصفهان                                                       | قُتل                        | جمادى الأول 525 هـ                        |                                                                         | أبو عبد الله الموغاني                                                                  |                                         | [ 13 ] [ 9 ] |
| آق سنقر الأحمديلي                            | والي مراغة                                                        | قُتل                        | ذو القعدة 525 هـ                          |                                                                         | علي وأبو عبيدة محمد الدهستاني                                                          |                                         | [ 13 ] [ 9 ] |
| شمس التبريزي                                 | رئيس تبريز                                                        | قُتل                        | ذو الحجة 525 هـ                           |                                                                         | أبو سعيد القائني وأبو الحسن القرماني                                                   |                                         | [ 13 ] [ 9 ] |
| المسترشد بالله                               | خليفة عباسي                                                       | قُتل                        | 4 سبتمبر 1135                             | في الخيمة الملكية عند بوابات مراغة أو بالقرب من همدان، الدولة السلجوقية | فريق من 14 أو 17 أو 24؛ هربوا أو قُتلوا على يد الحراس                                   | سكاكين، طُعن عدة مرات                    | تشتبه بعض المصادر في تورط السلطان مسعود في الأمر. قُتل أيضًا بعض الحاضرين (بمن فيهم دبيس بن صدقة).                                               |
| الحسن بن أبي القاسم الكرخي                   | مفتي قزوين                                                        | قُتل                        | ذو الحجة 529 هـ                           |                                                                         | محمد الكرخي وسليمان القزويني                                                           | سكاكين، طُعن                             | [ 13 ] [ 9 ] |
| الراشد بالله                                 | خليفة عباسي                                                       | قُتل                        | 6 يونيو 1138                              | أصفهان، الدولة السلجوقية                                                | فريق من اثنين أو أربع خراسانيين في خدمته (أحدهم يدعى بلقاسم الدريكي)؛ مصيرهم مجهول     | سكاكين، بالطعن                          | [ 2 ] [ 13 ] [ 24 ] [ 25 ] |
| مقرب الدين جوهر                              | حاجب، سيد الوالي السلجوقي للري، عباس                              | قُتل                        | 1139 / 1140                               | مخيم السلطان أحمد سنجر في مرو                                           | ملتمسون في زي نسائي                                                                    | سكاكين                                  | قُتل العديد من النزاريين انتقاماً على يد عباس.                                                                                                   |
| جردبازو                                      | ولي عهد الحاكم الباوندي شاه غازي رستم                             | قُتل                        | 1142                                      | سرخس، الدولة السلجوقية                                                  |                                                                                        |                                         | قُتل العديد من النزاريين انتقاماً على يد شاه غازي رستم.                                                                                          |
| داود بن محمود السلجوقي                       | سلطان سلجوقي                                                      | قُتل                        | 1143                                      | تبريز، الدولة السلجوقية                                                 | فريق من أربع رفاق سوريين                                                               | نُصب له كمين                             | لاضطهاد نزاريي أذربيجان. |
| غير مسمى                                     | وزير السلطان طغرل الثاني                                          | قُتل                        | غير معروف                                 | غير معروف                                                               | غير معروف                                                                              | سكاكين، نُصب له كمين                     | [ 2 ] |
| غير مسمى                                     | سيد مصياف المملوك                                                 | قُتل                        | غير معروف                                 |                                                                         | فريق                                                                                   | غير معروف                               | قُتل بالغدر. |
| به آموي                                      | قاضي قهستان                                                       | قُتل                        | 1138 / 1139                               | مخيم السلطان أحمد سنجر                                                  | إبراهيم حنفية الدامغاني؛ مصيره مجهول                                                   | غير معروف                               | للتصريح بإعدام النزاريين. |
| غير مسمى                                     | قاضي تبليسي                                                       | قُتل                        | 1138 / 1139                               |                                                                         | إبراهيم بويه الدامغاني                                                                 | غير معروف                               | لإصدار فتوى بخصوص إعدام النزاريين. |
| غير مسمى                                     | قاضي همدان                                                        | قُتل                        | 1139 / 1140                               | مسجد همدان، الدولة السلجوقية                                            | إسماعيل الخوارزمي، قُتل وحُرق العديد من رفاقه                                            | غير معروف                               | للتصريح بإعدام النزاريين. |
| يمين الدولة خوارزمشاه                        | وزير سلجوقي                                                       | قُتل                        | 1139 / 1140                               | مخيم جيش لأحمد سنجر في خوارزم                                           | غير معروف                                                                              | غير معروف                               | [ 2 ] [ 27 ] |
| ناصر الدولة بن المهلهل                       | وزير سلجوقي                                                       | قُتل                        | 1140 / 1141                               | كرمان، الدولة السلجوقية                                                 | الحسين الكرماني                                                                        | غير معروف                               | [ 2 ] [ 26 ] |
| جرشاسف                                       | أمير في جورجيا                                                    | قُتل                        | يونيو–يوليو 1143                          | غير معروف                                                               | جندي                                                                                   | غير معروف                               | [ 2 ] [ 25 ] |
| آق سنقر                                      | مملوك لأحمد سنجر ووالي ترشيز                                      | قُتل                        | 1146                                      |                                                                         | فريق من رفيقين؛ سليمان ويوسف                                                           | غير معروف                               | قُتل وهو متمرد على السلطان. |
| عماد الدين زنكي                              | أتابك حلب والموصل                                                 | قُتل                        | 14 سبتمبر 1146                            | قرب قلعة جعبر                                                           | يارانكاش؛ أُعدم فيما بعد على يد سيف الدين غازي                                          | سكين، طُعن                               | [ 28 ] |
| أمير بير عباس                                | شحنة الري                                                         | قُتل                        | 1147                                      | الري أو بغداد، الدولة السلجوقية                                         | غير معروف                                                                              | غير معروف                               | قُتل وهو يرتدي درعًا. |
| ريموند الثاني                                | كونت طرابلس                                                       | قُتل                        | 1152                                      | بوابة المدينة الجنوبية لطرابلس، كونتية طرابلس                           |                                                                                        |                                         | الدافع غير مؤكد. قُتل مع اثنين من فرسانه (بمن فيهم رالف الميرلي).                                                                               |
| حسن على ذكره السلام                          | إمام نزاري                                                        | قُتل                        | 10 يناير 1166                             | أثناء نومه في قلعة لمسر                                                 | حسن نموار                                                                              | سكين، طُعن                               | [ 29 ] |
| صلاح الدين الأيوبي                           | سلطان أيوبي                                                       | جُرح                        | 11 مايو 1175                              | مخيم صلاح الدين                                                         | ثلاثة عشر قاتل متنكرين بزي جنود                                                        | سيوف                                    | |
| صلاح الدين الأيوبي                           | سلطان أيوبي                                                       | هُدد فقط                    | 1176                                      | قرب قلعة مصياف                                                          | راشد الدين سنان                                                                        | خنجر مسموم، ثُبتت به رسالة التهديد       | حسب بعض المصادر. |
| عضد الدين أبو الفرج محمد بن عبد الله         | وزير الخليفة العباسي المستضيء بالله                               | قُتل                        | 1177 / 1178                               | أثناء مغادرة بغداد للحج                                                 | فدائي من جبال حارم                                                                     |                                         | [ 24 ] |
| كونراد المونفيراتي                           | ملك بيت المقدس الفعلي                                             | قُتل                        | 28 أبريل 1192                             | في الطريق إلى منزله في صور، مملكة بيت المقدس                            | فريق من اثنين؛ أحدهما قُتل والآخر قُبض عليه                                              | طُعن مرتين على الأقل في الجانب والظهر    | من غير المؤكد من الذي حرض على الهجوم، ربما ريتشارد الأول ملك إنجلترا، همفري الرابع ملك تورون، هنري الثاني كونت شامبانيا أو صلاح الدين الأيوبي. |
| محمد الغوري                                  | سلطان غوري                                                        | قُتل                        | 15 مارس 1206                              | دامياك، بالقرب من سوهاوا، الدولة الغورية                                |                                                                                        |                                         | ينسبه مصدر واحد إلى الحشاشين. |
| ريموند الأنطاكي                              | وريث عرش أنطاكية وطرابلس                                          | قُتل                        | 1213                                      | خارج باب كاتدرائية طرطوس، طرطوس، كونتية طرابلس                          |                                                                                        |                                         | قام والده بوهيموند الرابع بحصار غير ناجح على قلعة الخوابي رداً على ذلك.                                                                         |
| آدم أمير باغراس                              | الوصي على إيزبيلا ملكة أرمينيا                                    | قُتل                        | 1220                                      | سيس، قيليقية الأرمينية                                                  |                                                                                        |                                         | [ 34 ] |
| أورخان                                       | قائد كبير لجلال الدين منكبرتي                                     | قُتل                        |                                           | كنجه، الدولة الخوارزمية                                                 | فريق من الملتمسين؛ هربوا وقُتل ثلاثة منهم                                               | سيوف مخفية، طُعن                         | ردًا على الغارات على قهستان. |
| جغتاي الكبير                                 | نويان مغولي                                                       | قُتل                        | 1249                                      |                                                                         |                                                                                        | سكين                                    | ذُبح النزاريون لاحقًا على يد ابنته بلغان خاتون أو ابنه بلغان أو قره بلغان بعد سقوط الدولة النزارية.                                              |
| مونكو خان                                    | خان مغولي                                                         | مؤامرة أو إشاعة            | 1253                                      | قراقورم، إمبراطورية المغول                                              | فريق من أكثر من أربعين                                                                 |                                         | مهمة مزعومة بطلب من الإمام علاء الدين محمد. |
| علاء الدين محمد                              | إمام نزاري                                                        | قُتل                        | 1 ديسمبر 1255                             | شيركوه، قزوين، الدولة الإسماعيلية النزارية                              | غير معروف                                                                              | غير معروف                               | [ 40 ] |
| فيليب المونفيراتي                            | لورد صور                                                          | قُتل                        | 17 مارس 1270 أو 17 أغسطس                  | في كنيسته في صور، لوردية صور، مملكة بيت المقدس                          | قاتل متنكر بزي مسيحي؛ قُبض عليه                                                         | خنجر                                    | [ 41 ] |
| عطاء ملك الجويني                             | نخبة إلخاني                                                       | نجا                        | 1270                                      | الدولة الإلخانية                                                        | غير معروف                                                                              | غير معروف                               | محاولة اغتيال غير ناجحة منسوبة إلى النزاريين.                                                                                                  |
| إدوارد الأول                                 | دوق جاسكوني                                                       | جُرح                        | 1271                                      | عكا، مملكة بيت المقدس                                                   | قاتل سوري؛ قُتل                                                                         | خنجر مسموم؛ ضُرب في ذراعه                | يُفترض أنه على يد قاتل سوري تحت قيادة بيبرس أثناء الحملة الصليبية التاسعة. تخلى إدوارد عن الحملات بعد ذلك.                                      |